# ليزا جونز
ليزا جونز (بالإنجليزية: Lisa Jones)‏ هي كاتِبة وكاتبة سيناريو أمريكية، ولدت في 15 أغسطس 1961.

## وصلات خارجية
- ليزا جونز على موقع IMDb (الإنجليزية)
- ليزا جونز على موقع قاعدة بيانات الفيلم (الإنجليزية)